# Calamaria lateralis
Calamaria lateralis — вид змій родини полозових (Colubridae). Мешкає в Південно-Східній Азії.

## Поширення і екологія
Calamaria lateralis відомі за трьома зразками, з яких два зібрані на горі Кінабалу в малайзійському штаті Сабах, а один — на острові Ява в Індонезії. Вони живуть у вологих гірських тропічних лісах.